# Soprano lírico
Soprano lírico é um tipo de voz que possui uma qualidade calorosa com um timbre brilhante e cheio que pode ser ouvido em uma orquestra. É sonoro, aveludado, redondo. Possui uma aptidão natural ao legato expressivo e rico em matizes e harmônicos. Não é uma faixa particularmente estendida ou rica no registo médio. A voz mais adequada para papéis românticos sem nenhuma ênfase especial na agilidade ou faixa estendida. Por conta da simplicidade e beleza da voz, além dos papeis românticos, geralmente interpretam as garotas ingênuas da ópera.
Alguns sopranos líricos, dotados de timbre mais escuro e maior extensão grave, podem passar a cantar, na fase madura de suas carreiras, papéis para soprano lírico-spinto. Sua tessitura usual é do Dó3 ao Ré5 (C3-D5, equivalente a C3-D6 na notação estadunidense).

## Soprano lírico jovem
O soprano lírico jovem ou lírico jovem tem uma voz maior do que um soubrette mas ainda possui uma qualidade juvenil. Há uma grande variedade de papéis escritos para essa voz, que pode cantar tanto papéis para soubrette, como papéis barrocos.

### Papéis em óperas
- Alice, Le Comte Ory (Gioachino Rossini)
- Ännchen, Der Freischütz (Carl Maria von Weber) (ou soubrette)
- Annina, La traviata (Giuseppe Verdi) (ou soubrette)
- Antonia, Os Contos de Hoffmann (Jacques Offenbach)
- Clorinda, La Cenerentola (Gioacchino Rossini)
- Despina, Così fan tutte (Wolfgang Amadeus Mozart) (ou soubrette)
- Euridice, Orfeo ed Euridice (Christoph Willibald Gluck)
- Gretel, Hänsel und Gretel (Engelbert Humperdinck)
- Juliette, Roméo et Juliette (Charles Gounod)
- Lauretta, Gianni Schicchi (Giacomo Puccini)
- Marzelline, Fidelio (Ludwig van Beethoven)
- Manon, Manon (Jules Massenet)
- Musetta, La bohème (Puccini)
- Pamina, A Flauta Mágica (Mozart)
- Servília, La Clemenza di Tito (Mozart)
- Sophie, O Cavaleiro da Rosa (Richard Strauss)
- Sophie, Werther (Jules Massenet)
- Susanna, As Bodas de Fígaro (Mozart) (ou soubrette)
- Zerlina, Don Giovanni (Mozart) (ou soubrette)

## Soprano lírico completo
O soprano lírico completo tem um timbre mais maduro do que um soprano lírico jovem e pode ser ouvida através de uma orquestra mais pesada. Este som mais maduro pode tornar um soprano lírico completo menos adequado para papéis mais leves. Ocasionalmente, um soprano lírico completo terá uma voz grande o suficiente para que ela possa assumir papéis mais pesados, usando volume no lugar de peso vocal. Isso é feito quando deseja-se um soprano lírico com um timbre mais escuro. Sopranos líricos precisam tomar cuidado para não forçarem suas vozes nos papéis mais pesados para soprano lírico-spinto ou para soprano dramático, porque isso pode levar à deterioração vocal.

### Papéis em óperas
- Emilia, The Makropulos Affair (Leoš Janáček)
- La Contessa, As Bodas de Fígaro (Wolfgang Amadeus Mozart)
- Liu, Turandot (Giacomo Puccini)
- Lulu, Lulu (Alban Berg)
- O Marschallin, Der Rosenkavalier (Richard Strauss)
- Magda, La Rondine (Puccini)
- Wally, La Wally (Alfredo Catalani)
- Mimi, La bohème (Puccini)
- Micaela, Carmen (Georges Bizet)
- Rusalka, Rusalka (Antonín Dvořák)
- Tatyana, Eugene Onegin (Pyotr Ilyich Tchaikovsky)
- Hanna, Die lustige Witwe (Franz Lehár)
- Bess, Porgy and Bess (George Gershwin)[2]